# Mikepércs
Mikepércs község Hajdú-Bihar vármegyében, a Derecskei járásban. Elsődleges értéke a falusias környezete.

## Fekvése

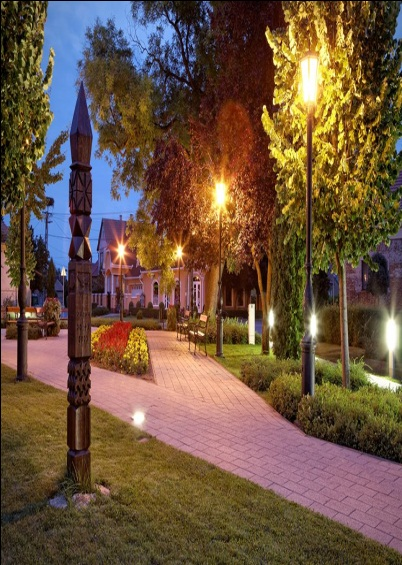
A főtér, este

A vármegye középső részén helyezkedik el, a megyeszékhely, Debrecen központjától mintegy 10 kilométerre délre. A természeti szépségekben és megőrzött hagyományokban, értékekben gazdag település az Alföld és az Erdőspuszták határán fekszik, ezért is nevezik Erdőspuszta kapujának. Természeti környezete a tipikus alföldi tájból vezet át a változatos domborzatú, vadászható állatfajokban gazdag „erdős-pusztákra”.
A szomszédos települések: észak felől Debrecen, délkelet felől Hajdúbagos, dél felől Sáránd, nyugat felől Hajdúszoboszló, északnyugat felől pedig Ebes.

### Megközelítése
Legfontosabb közúti megközelítési útvonala a 47-es főút, mely áthalad a belterületén. Határai közt nyugaton áthalad az M35-ös autópálya is, de annak itt nincs csomópontja, csak egy pihenőhelye.
A hazai vasútvonalak közül a települést a MÁV 106-os számú Debrecen–Nagykereki-vasútvonala érinti, és 2009-es bezárásáig áthaladt a területén a 107-es számú Sáránd–Létavértes-vasútvonal is. A két vonalnak két közös megállási pontja volt a határai között: Mikepércs megállóhely, a belterület délnyugati széle közelében, illetve Sáránd vasútállomás, a déli határszéle mellett, alig méterekre a névadó Sáránd északi határától. A megállóhely közúti elérését a 48 304-es számú mellékút tette lehetővé, míg a sárándi állomás közvetlenül a 47-es főút mellett található, így annak a közúti elérését a főút biztosítja.

## Nevének eredete
Pesty Frigyes 1864-ben írt munkájában Mike vagy Kispércs néven említette, s szerinte nevét hajdani Mike és Pércsi nevű birtokosairól nyerte. A Mike név eredetét onnan magyarázza, „hogy e helység valaha görög kolónia lehetett, s minthogy igen kicsi helység volt, így ragadt rá a kis elnevezés, mely görög szó és amely kicsit jelent. A környék az 1800-as évek közepén még általánosan Kis Pércsnek, míg a régi iratok Mike Pércsnek írták”.

## Története
A településtől keletre halad el a szarmaták által 324 és 337 között épített, az Alföldet körbekerülő Csörsz-árok vagy más néven Ördögárok nyomvonala.
A 11-12. században Nyírnek nevezett táj, Bihar vármegyéhez tartozó részén alakult ki a Pércs nevű település, melyet a 14. század közepe után kezdték Mikepércsnek nevezni.
Nevét 1270-ben említette először oklevél Peerch néven, majd később: 1291-ben Belperch, 1318-ban Perch, 1322-ben Peeryrch, 1332-ben Perch alakban fordult elő.
Az 1200-as évek előtt a falu egyik része a már Anonymus által is említett Ohat nemzetség; Ohat (Huhot) kun vitéz nemzetségének birtoka volt. A család kihalása után, V. István király 1270-ben a falu másik részének földesurának, Csépának adományozta a területet. A család felvette a Pércsi családnevet, akik között többen viselték a Mike keresztnevet. Egyes vélemények szerint a Váradi regestrumban 1220-ban szereplő Mika bihari főispánnak neve kapcsolatos a községgel.
1378-ban a szomszéd falu földesurai, a Szepesiek elpusztították a falu nagy részét. A 15. században a közel 280 lakosú falu két részét Kispércsnek és Nagypércsnek hívták. Míg a falu egyik részében sokáig a Pércsi család maradt a földesúr, a település többi területének több birtokosa is volt (Bagossyak, Uporiak, Szaporiak, Csekeiek, ruszkai Dobók, Szepesiek).
A török megszállás Mikepércsnek is mély sebeket okozott. 1598-ban a falu néptelen volt. 1608-ban Báthory Gábor fejedelem hat elhagyott mikepércsi jobbágytelket református magyar hajdútiszteknek adományozott és megnemesítette őket. Ekkor is többször cserélt birtokost a település, míg végül az erdélyi fejedelemhez került. Bethlen Gábor fejedelem további nyolcvan református magyar hajdút telepített le ide. Mikepércs egyike lett az úgynevezett bihari hajdúvárosoknak.
A török elleni felszabadító háború ismét nagy károkat okozott a településen. A településen a 17. század végén tíz magyar családot számoltak össze. A Habsburg Birodalomban a hajdúvárosok kiváltságait nem ismerték el, majd a települést 1702-ben Esterházy Pál nádor kapta meg, de Bagossy Lászlónak is maradt benne birtoka. A 18. század elején a település a váradi káptalan birtokába került.
A 18. század közepén a lakosság számát 150-200 főre becsülték. A 19. század közepétől a betelepülők révén az eddigi református vallás mellé egyre több más vallású is került.
A világháborúk miatt, immár sokadjára nagymértékben lecsökkent a település lakossága.
Napjainkban Debrecen közelsége meghatározó. Mikepércs Debrecen agglomerációs vonzáskörzetében található. A településen áthaladó 47-es főút hatalmas forgalmat bonyolít le, könnyen megközelíthetővé teszi a néphagyományokban és egyedülálló kulturális értékekben gazdag települést.
Jelentős kulturális értékkel bír a „mikepércsi csárdás”, melyet évekig nem táncoltak, de az utóbbi években ismét felelevenítették ezt az értékes népi hagyományt, amely vitathatatlanul „hungarikum”.
Iskolája a Hunyadi János Közoktatási és Közművelődési Intézmény Községi és Iskolai Könyvtár.

## Közélete

### Polgármesterei
| Időszak   | Polgármester   | Párt        |
| --------- | -------------- | ----------- |
| 1990–1994 | Kerekes Ferenc | független   |
| 1994–1998 | Kerekes Ferenc | független   |
| 1998–2002 | Kerekes Ferenc | független   |
| 2002–2006 | Timár Zoltán   | Fidesz      |
| 2006–2010 | Timár Zoltán   | Fidesz      |
| 2010–2014 | Timár Zoltán   | Fidesz      |
| 2014–2019 | Timár Zoltán   | Fidesz-KDNP |
| 2019–2024 | Timár Zoltán   | Fidesz-KDNP |
| 2024–     | Timár Zoltán   | Fidesz-KDNP |

## Népesség
A település népességének változása:
| Lakosok száma | 4405 | 4469 | 4480 | 5041 | 5276 | 5234 | 5389 |
|               | 2013 | 2014 | 2015 | 2021 | 2022 | 2023 | 2024 |

2001-ben a település lakosságának 99%-a magyar, 1%-a cigány nemzetiségűnek vallotta magát.
A 2011-es népszámlálás során a lakosok 87,4%-a magyarnak, 2,2% cigánynak, 0,2% németnek, 0,6% románnak mondta magát (12,4% nem nyilatkozott; a kettős identitások miatt a végösszeg nagyobb lehet 100%-nál). A vallási megoszlás a következő volt: római katolikus 7,4%, református 31,9%, görögkatolikus 2,1%, felekezeten kívüli 31,3% (25% nem válaszolt).
2022-ben a lakosság 88,6%-a vallotta magát magyarnak, 1,3% cigánynak, 0,4% románnak, 0,2% németnek, 0,1% ruszinnak, 0,1% ukránnak, 0,1% szlováknak, 3% egyéb, nem hazai nemzetiségűnek (11,8% nem nyilatkozott; a kettős identitások miatt a végösszeg nagyobb lehet 100%-nál). Vallásuk szerint 24% volt református, 6,2% római katolikus, 3% görög katolikus, 2,2% egyéb keresztény, 0,3% egyéb katolikus, 0,2% evangélikus, 0,1% ortodox, 0,1% izraelita, 25,2% felekezeten kívüli (38,7% nem válaszolt).

## Látnivalók, érdekességek

### Természet, környezet
Mikepércs természeti értéke a Nyárfáshegyi legelő, mely tájvédelmi körzet, a településhez rendkívül közel fekvő, vadászható fajokban gazdag erdősült terület. Több vízfolyás is található itt, ezen felül még egy halastó is van, melynek Rókás-tó a neve. 
Egyedi természeti értéke még a 250-300 évesre becsült 1000 éves tölgy vagy más néven Rákóczi-tölgy

### Református templom

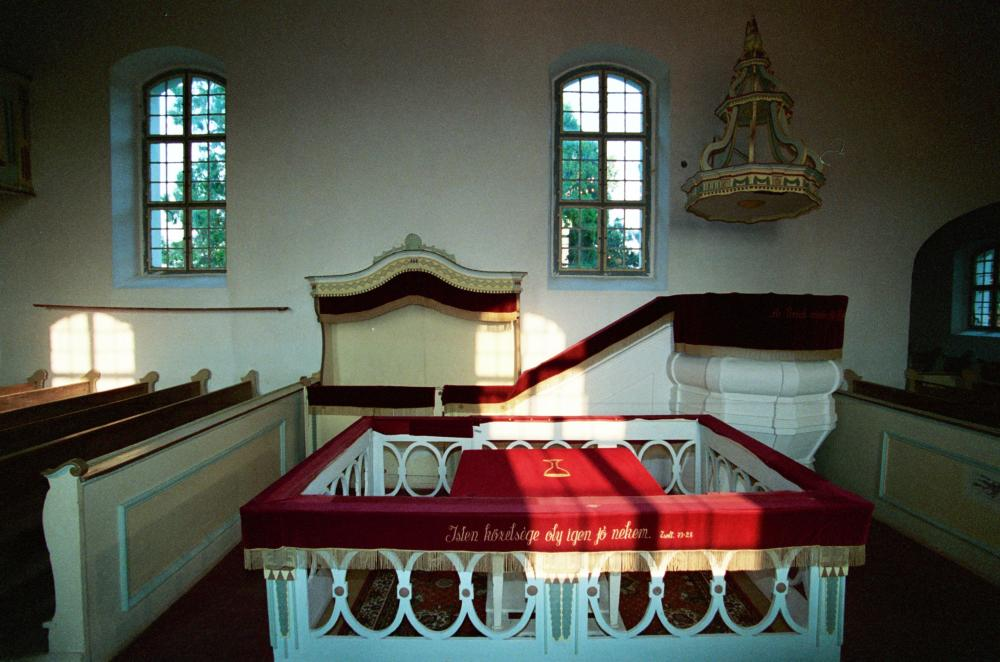
A református templom úrasztala

1793-ban épült az egyhomlokzatú tornyos református templom. Szentélye a nyolcszög három oldalával zárul. A templom tornya négy fiatornyos fazsindelyes, melynek megjelenése erdélyi hatású. Ehhez hasonló nagyon kevés van az országban. Az első egyházmegyei adat szerint 1763-ban már kőtemplom állott a mai templom helyén, illetve annak közelében. A református templom épületét  1791-ben kezdték építeni, ami két évig tartott. A templomot egyedivé teszi, a sudár, fazsindelyes, négy fiatornyos fatornya. Az Alföldön jellegzetes egyhajós, síkmennyezetű, oldalbejárós toldalékkal kialakított templom előtt kétemeletes, négyszögű torony áll. Szentélye a nyolcszög három oldalával zárul. A torony háromszintes, három négyzetes toronytestből és négy fiatoronyból áll. A sisakokat és a fiatornyokat egy-egy gömbdísz koronázza. A toronysisak az erdélyi református fatemplomok hatását tükrözi. A Tiszántúlon az egyetlen ilyen templom, Erdélyben találhatók hasonmásai. A xx. században kétszer is felújították (1968,1980).1968-ban átépítették és újrazsindelyezték. A későbbi műemléki helyreállítás során visszaállították az eredeti tűzőrfigyelő körüljárót. Harangját 1718-ban öntötték Nagyváradon.

### Kályhamúzeum

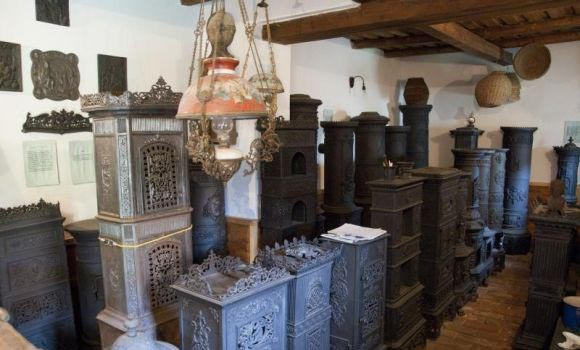
Kályhamúzeum

A település nevezetességei közé tartozik egy magánkézben lévő kályhagyűjtemény, melynek 65 darabja van, ezek közül a legrégebbi az 1800-as évek elején készült. A gyűjtemény öntöttvas kályhákból, kisebb öntöttvas tárgyakból áll, mint például vasaló, mozsár, lámpa, fogas, esernyőtartó; mind egyedi sajátosságú motívumokkal van díszítve. Az öntvényeken kívül megtalálhatók még a régi paraszti élet használati tárgyai: köcsög, sütőlapát, favilla, vászonfazék, mángorló, tejes edények, szakajtó kosár. A kályhák nagy része a régi Magyarország területeiről származnak. Van közöttük nagrádi, kaláni, hisnyóvizi, ruszkabányai, aninai, frieglandi, polhai és munkácsi is. A múzeum címe: 4271 Mikepércs, Orosz I. u. 11.

### Mikepércsi Nyári Fesztivál

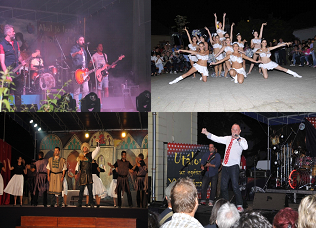
Nyári Fesztivál

Kiemelkedő nyári látványosság a településen a Nyári Fesztivál. Minden péntek és szombat délután koncertek, előadások várják a szórakozni vágyókat, míg szombat délelőtt „gyerekkorzó” várja a kicsiket játszóházakkal, kézműves-foglalkozásokkal és meseelőadásokkal. 2007-ben 130 előadót, 1000 fellépőt láthatott a 25 000 látogató. A 2006 óta megrendezésre kerülő rendezvénysorozat nemcsak a megyében, hanem az országban is egyedülálló, hiszen két hónapon át – július, augusztus – igényes szórakozást nyújt a településre látogatóknak. A teljesség igénye nélkül olyan együttesek léptek itt fel, min a Csík Zenekar, Beatrice, Bikini, Role, Transyl-mania, Magna Cum Laude zenekar, Irigy Hónaljmirigy vagy a PG Csoport, de színvonalas színházi és táncos produkciók, magyarországi és nagy magyarországi művészegyüttesek fellépései is színesítik a nyári estéket. A fesztiválnapokon, családi délelőtt keretében meseelőadással, gyerekprogramokkal is várják a látogatókat.

### Mikepércsi csárdás

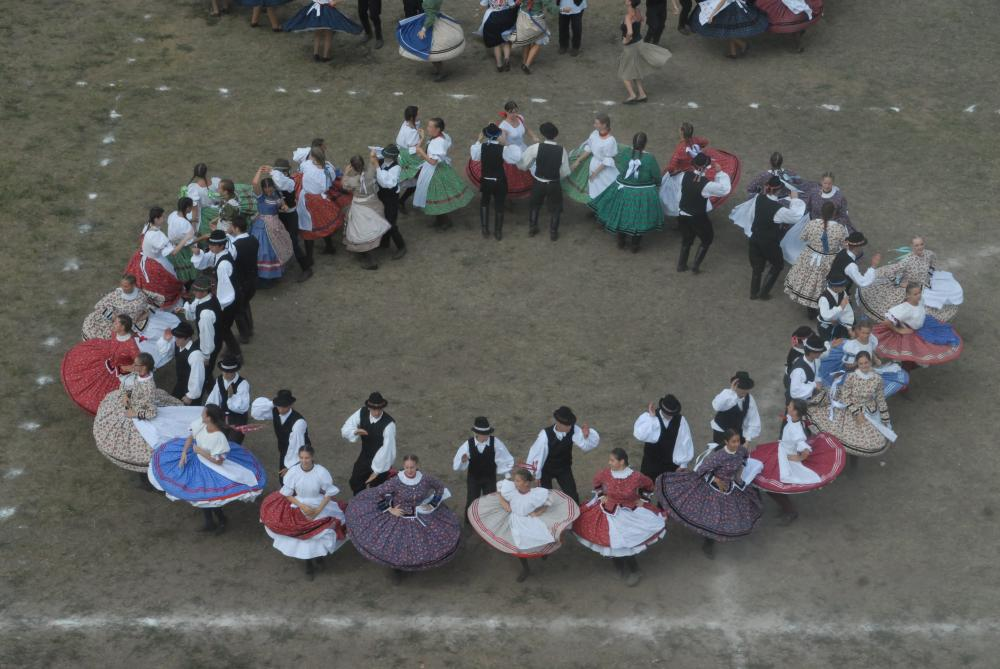
Karikázó

A helyi kulturális örökség ékköve a Béres András néprajzkutató által lejegyzett, lakodalmakban megfigyelt, a település táncosaihoz köthetően egyedi elemeket hordozó tánc. Az itteni csárdást a Debreceni Népi Együttes mutatta be világszerte a nagyközönségnek. A tánc felelevenítéséről a helyi művészeti iskola néptánc tanszakán gondoskodnak, azt gyermek és felnőtt néptánc csoportok is tanulják, táncolják. 2009. augusztus 15-én a mikepércsi falunapon a megye számos településéről érkeztek profi és amatőr táncosok, hogy elsajátítsák ezt a jellegzetes, szép koreográfiát. 322 fő járta egyszerre Guinness-rekordkísérlet céljából, végül a település magyar rekordot állított fel ezzel a produkcióval. A település egyedi tánca, mely már országosan is elismert, a nemzeti örökség részévé is válhat.

### Mikepércsi úri hímzés

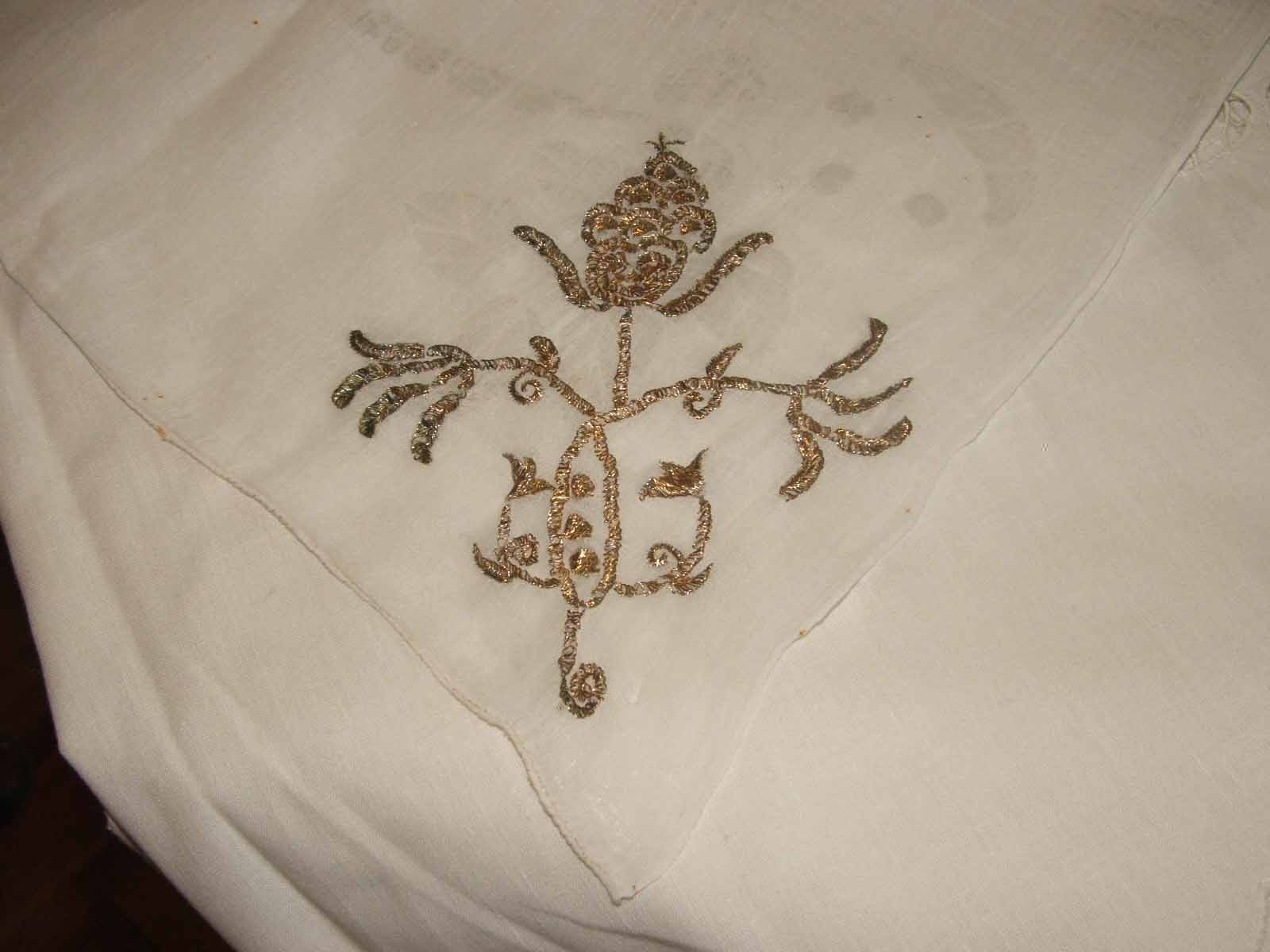
Az egyik úri hímzés részlete

A mikepércsi református gyülekezet tulajdonában található 2 darab úri hímzés, melyek az 1757-es, és az 1763-as évben készültek. Ezeket az értékes mintákat P. Szalay Emőke jelentette meg az Úri hímzések Hajdú-Biharban című kiadványában. A terítőket 2005-ben fedezte fel Kormányos Lászlóné mikepércsi hímző-viseletvarró népi iparművész, a Mikepércsi Hímzőkör vezetője, és szakkörösei segítségével elevenítették fel. Először a fehér és ezüst fonallal kivarrt terítőt, aztán az arany fonallal készítettet dolgozták fel. Később a református templomba és a gyülekezeti házba készítettek terítőket, drapériákat, kehely- és kenyértakarókat.

### „Rongyos fickó”
Régi paraszti étel. Házilag gyúrt, nyújtott tészta, amit zsírral, borssal lekentek, felcsavartak, majd sütőben sütötték aranysárgára. Amikor el akarták fogyasztani, ujjnyi-félujjnyi (nagyjából 5 centiméteres) darabokra tördelték, leforrázták sós vízzel és túrót szórtak rá. Sós levesek betéttésztájaként is használták a lebbencs helyett. A fiatalok már kevéssé ismerik ezeket a jellegzetes falusi ételeket, amelyek laktatóak, ízletesek voltak.

### „Ezeréves” tölgy

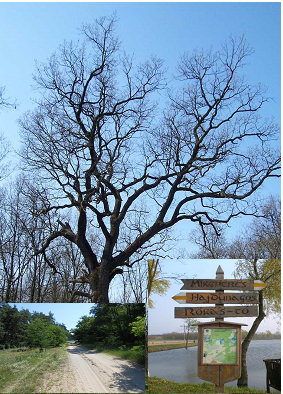
Az „Ezeréves” tölgy

A Nyárfás legelő a Hajdúsági Tájvédelmi körzet őrzött, féltett kincse. A legelőn változatos, védett növényféleségek találhatók, rovarvilága rendkívül gazdag. A legelő melletti erdőségben található a szintén védett „Ezeréves” tölgy. A Debrecent Nagyváraddal összekötő kereskedelmi út mentén, a falutól keletre lévő erdőség déli szegletében áll az öreg fa, a ma már csak Hajdúbagosig vezető erdei út mentén. A Rókás–tó néven kialakított horgásztó felé haladva közelíthetjük meg, amit a falutól táblák jeleznek. Az idős egyedülálló kocsányos tölgy (Quercus robur) a térség legöregebb fája, egy korábban kiterjedtebb erdőség végből megmaradt beszédes tanúja. A helyi lakosság Rákóczi-fa néven is emlegeti. Állapota jó, bár korábban két nagy ága is lehasadt. 2006-ban a magassága 25 méter körüli volt, a törzsátmérőjét pedig 516 centiméternek mérték. A fa egyike a vármegye legidősebb fáinak, 1981 óta védett. Valós kora pontosan nem, ismert, de meghaladhatja a 300 évet is. Az „Ezeréves tölgy” és környéke a természetkedvelők, a mikepércsi, valamint a szomszéd települések iskoláinak kedvelt kiránduló helye és a település lovastúra-útvonalainak egyik kiindulópontja is.

### Mikepércsi Vándor-Ló útvonal
Az országos Alföldi Kéktúra útvonalához csatlakozik a Vándor-Ló útvonal, mely két szakaszból áll; a Mikepércsről a Debrecenhez tartozó Vekeri-tó felé vezető, zöld jelölésű szakaszon lovas tanya várja az érdeklődőket, majd ezt követően tehetünk változatos tájakon át sétát Debrecen kiránduló övezete felé. A Mikepércsről Hajdúbagosra vezető sárga jelölésű szakaszon juthatunk el a település természeti kincséhez, a Rákóczi, vagy ahogy a helyiek nevezik, az „Ezeréves” tölgyhöz, a Rókás horgásztavakhoz, és a Hajdúbagosi Földikutya Rezervátumhoz.

## Ismert személyek
- Itt született Piacsek András (1896-1972) magyar állattenyésztő, szakpolitikus

## Testvértelepülések
- Nagygalambfalva (Erdély, Székelyföld)